# Estación Kushi
La estación Kushi (串駅 Kushi-eki?) es una estación de la línea Yosan de la Japan Railways que se encuentra en la ciudad de Iyo de la prefectura de Ehime. El código de estación es el "S10".

## Estación de pasajeros

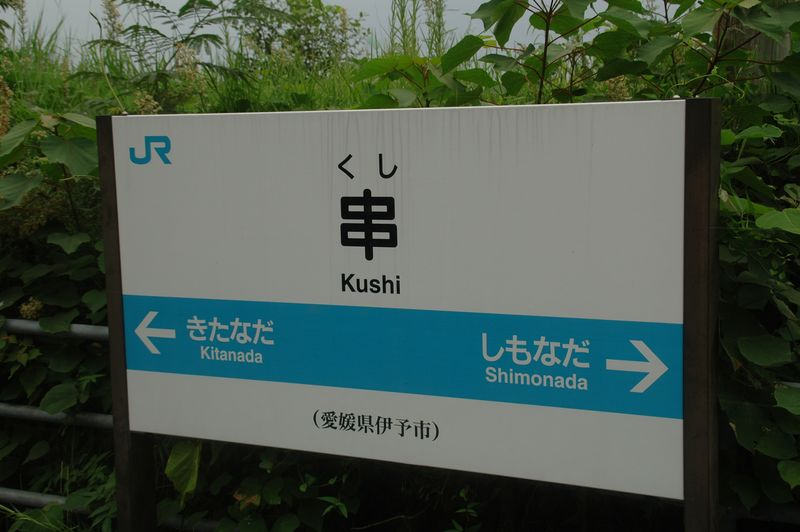
Cartel de la estación Kushi (2005/9/19).

Cuenta con una plataforma, la cual posee un único andén (andén 1). Es una estación sin personal.

### Andén
| 1 | ● Línea Yosan | Hacia Iyo, Matsuyama, Hōjō, Imabari, Nyugawa y Saijō (sólo servicios comunes) |
| 1 | ● Línea Yosan | Hacia Nagahama, Yawatahama y Uwajima (sólo servicios comunes)                 |

## Alrededores de la estación
- Ruta Nacional 378

## Historia
- 1964: el 1° de octubre se inaugura la estación Kushi.
- 1987: el 1° de abril pasa a ser una estación de la división Ferrocarriles de Pasajeros de Shikoku de la Japan Railways.

## Estación anterior y posterior
- Línea Yosan 
  - Estación Shimonada (S09)  <<  Estación Kushi (S10)  >>  Estación Kitanada (S11)